# 万五郎天狗
『万五郎天狗』（まんごろうてんぐ）は、1957年8月6日に公開された日本映画。製作は大映京都撮影所。配給は大映。モノクロ、スタンダード。上映時間は86分。併映は『夜の蝶』。

## スタッフ
- 製作：永田雅一
- 原作：野村胡堂「万五郎青春記」
- 脚本：土屋欣三
- 音楽：宅孝二
- 撮影：本多省三
- 美術：太田誠一
- 録音：大谷巌
- 照明：中岡源権
- チーフ助監督：田中徳三
- スチール：松浦康雄
- プロデューサー：高桑義生
- エグゼクティブプロデューサー：酒井箴
- 監督：森一生

## キャスト
- 徳川万五郎：市川雷蔵
- お夏：小野道子
- 深雪：浦路洋子
- 文字花：阿井美千子
- 乙女之助：舟木洋一
- 徳川継友：千葉登四男
- 美津：若杉曜子
- 成瀬織部：香川良介
- 小川東馬：清水元
- 半助：潮万太郎
- 藪田信濃守：志摩靖彦
- 津田近江守：荒木忍